# Centroboa
Il centroboa è uno dei ruoli della pallanuoto.

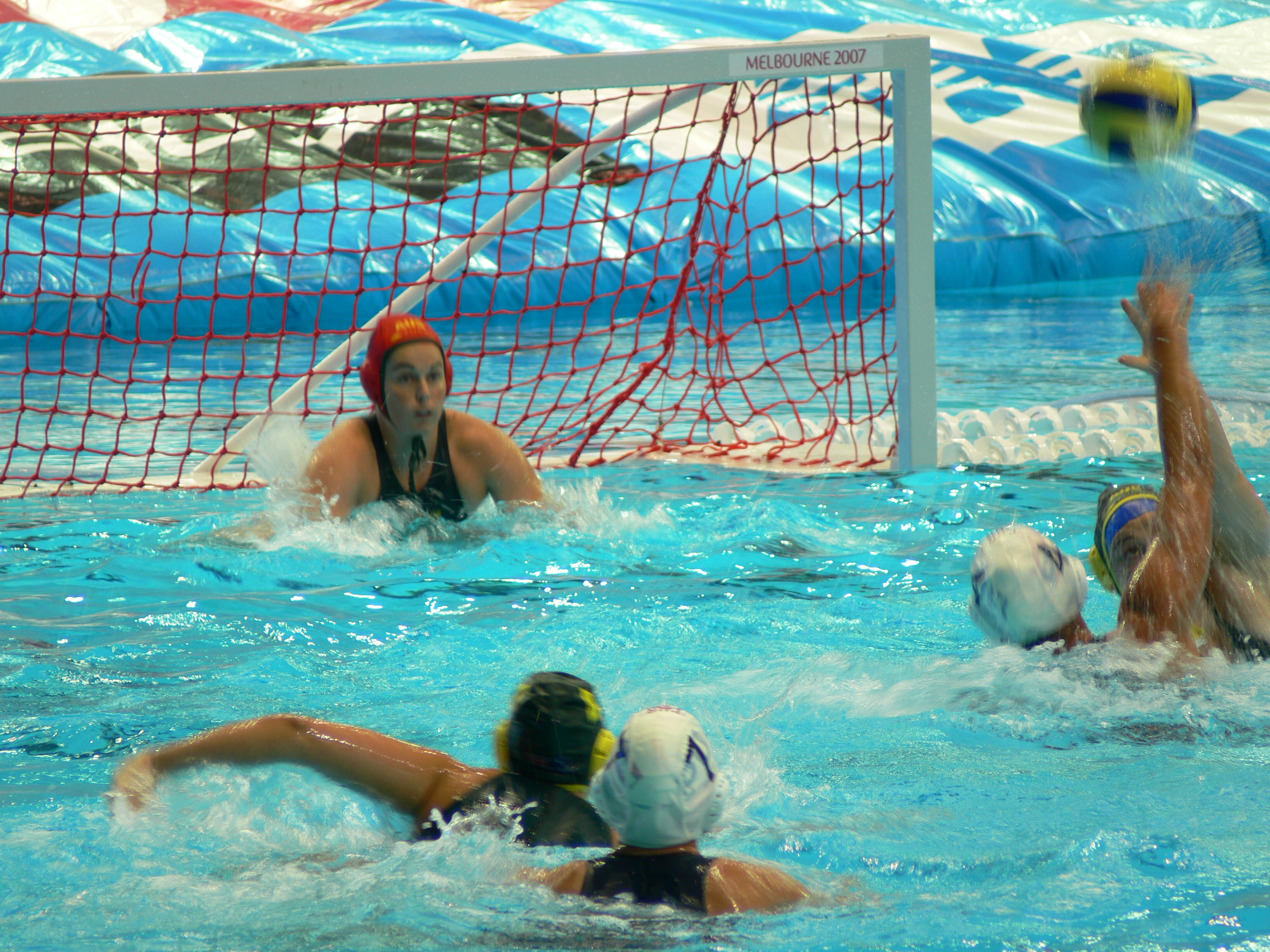
Passaggio verso il centroboa in una partita femminile

È il giocatore più vicino alla porta avversaria. Svolge un ruolo fondamentale nella fase d'attacco; infatti nella pallanuoto moderna il passaggio verso di esso fa da perno all'azione offensiva. Il fine principale del centroboa è quella di riuscire a concludere a rete da breve distanza, oppure quella di ottenere l'espulsione del proprio marcatore. Per concludere a rete il giocatore, che si trova solitamente spalle alla porta, deve utilizzare varianti del tiro classico come il tiro a sciarpa o la rovesciata. Questi tipi di conclusione permettono al giocatore di tirare il pallone verso la porta senza doversi girare.
Essendo il gioco moderno incentrato sul centroboa, le tattiche difensive hanno lo scopo o di ostacolare i passaggi verso di esso o di limitarne lo spazio a disposizione e i movimenti. Nel primo caso si attua una strategia chiamata difesa a uomo o pressing. In questo schema i difensori marcano in maniera molto ravvicinata gli attaccanti della squadra avversaria per impedire che essi lo possano servire facilmente. Nel secondo caso si attua una strategia chiamata difesa a zona. In questo schema la difesa raddoppia la marcatura sul centroboa. Ciò avviene mediante l'arretramento del marcatore del centrovasca, che chiude il pallanuotista in una morsa, tra lui e il marcatore del centroboa. Conseguenza inevitabile è che per raddoppiare la marcatura un giocatore rimanga libero; per riparare a ciò i marcatori degli esterni si dispongono tra il proprio uomo e il centrovasca, così da poter coprire ugualmente gli spazi e aumentare la difficoltà dei passaggi della squadra avversaria.
Un gesto tecnico molto apprezzato di questo ruolo è la Beduina che consiste in un tiro spalle alla porta con movimento del braccio dal basso verso l'alto, inventato da Gildo Arena.

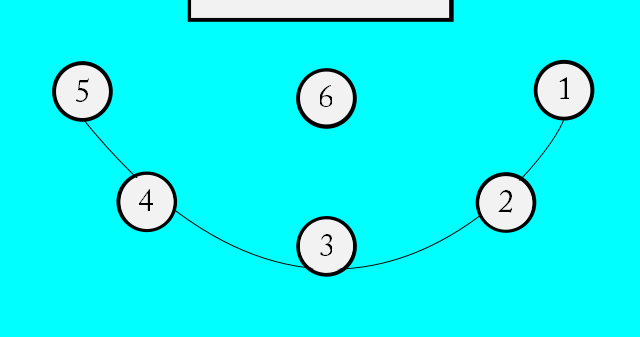
Rappresentazione numerata della classica disposizione a semicerchio

La posizione in vasca nella classica posizione a semicerchio è quella del numero 6.